# 1930 год в музыке

## События
- Основан Симфонический оркестр Би-би-си.

## Академическая музыка
- 21 января — премьера Третьей симфонии Шостаковича.
- 14 ноября — премьера Четвёртой симфонии Прокофьева.

## Выпущенные альбомы
- Louis Armstrong & His Orchestra (Луи Армстронг)

## Песни
- Х. Кармайкл записывает песню Georgia on My Mind, впоследствии ставшую гимном штата Джорджия и выдержавшую множество кавер-версий.
- «Маленький барабанщик» (муз. В.Валльрот, сл. М.Светлов)

## Родились

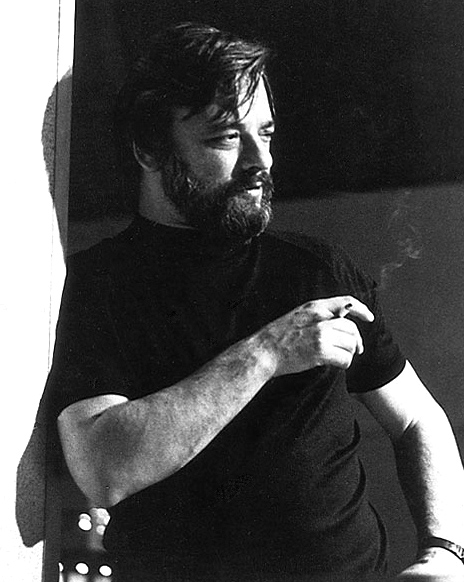
Стивен Сондхайм

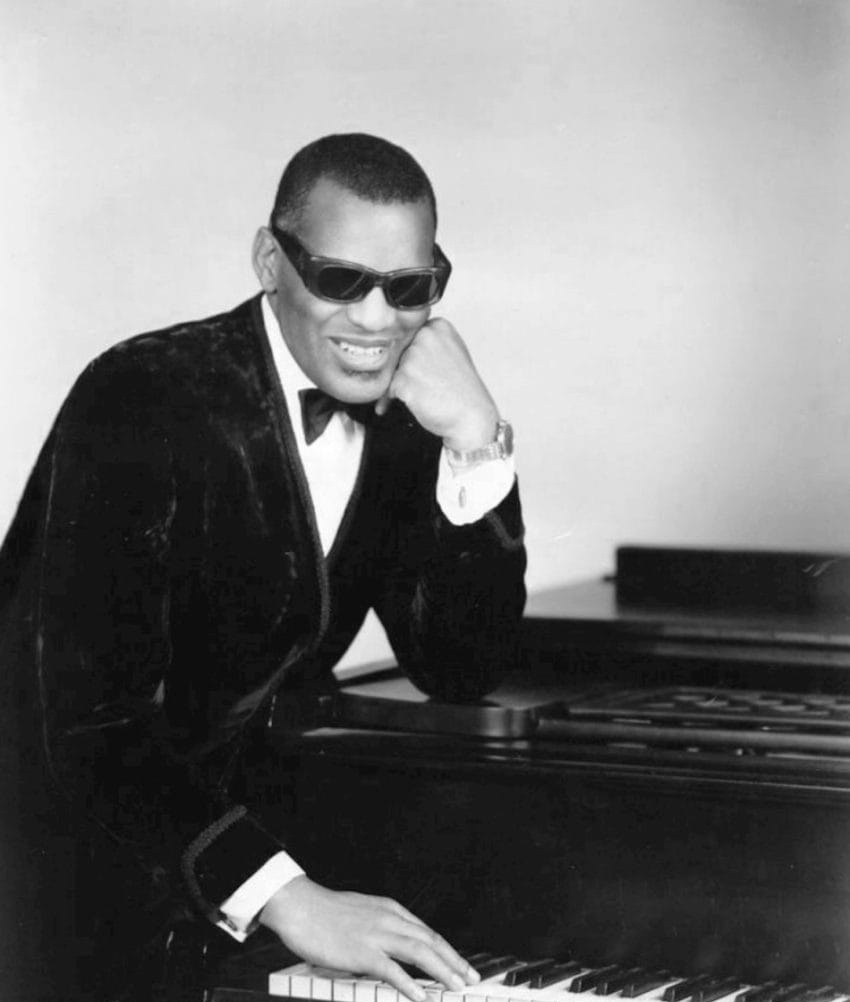
Рэй Чарльз

### Январь
- 4 января — Константин Флорос — немецкий музыковед и педагог греческого происхождения[1]
- 14 января — Джонни Грэнд[англ.] (ум. 2006) — американский музыкант, пианист группы Bill Haley & His Comets
- 15 января — Тамара Огороднова-Духанина (ум. 2019) — советский и российский композитор
- 21 января — Владимир Шелихин (ум. 2002) — советский и белорусский пианист, диктор и телеведущий
- 22 января — Виктор Симон (ум. 2021) — советский и российский виолончелист и педагог
- 23 января — Тереза Жилис-Гара (ум. 2021) — польская оперная певица (сопрано)
- 27 января — Бобби «Блю» Блэнд (ум. 2013) — американский блюзовый певец
- 28 января
  - Луис де Пабло (ум. 2021) — испанский композитор
  - Пандит Джасрадж (ум. 2020) — индийский певец
- 29 января — Кармино Равоса (ум. 2015) — американский пианист, автор песен и музыкальный педагог

### Февраль
- 5 февраля
  - Алибаба Мамедов (ум. 2022) — советский и азербайджанский певец, композитор и педагог
  - Ульф Сёдерблум[фин.] (ум. 2016) — финский дирижёр, главный дирижёр Финской национальной оперы (1973—1993)
- 8 февраля — Диана Петриненко (ум. 2018) — советская и украинская оперная певица (сопрано) и музыкальный педагог
- 13 февраля — Лариса Сахьянова (ум. 2001) — советская и российская балерина и балетный педагог
- 16 февраля — Серджо Пертикароли (ум. 2019) — итальянский пианист
- 20 февраля — Николай Брятко (ум. 2020) — советский и российский оперный певец (бас) и музыкальный педагог
- 21 февраля — Аллан Уильямс[англ.] (ум. 2016) — британский бизнесмен и промоутер, первый менеджер группы The Beatles
- 22 февраля — Марни Никсон (ум. 2016) — американская певица и актриса
- 23 февраля
  - Геннадий Черкасов (ум. 2002) — советский дирижёр, пианист и музыкальный педагог
  - Майя Шахбердыева (ум. 2018) — советская и туркменская оперная певица (колоратурное сопрано) и музыкальный педагог
- 24 февраля — Григорий Чапкис (ум. 2021) — советский и украинский танцор и хореограф
- 25 февраля — Аюша Арсаланов (ум. 2016) — советский и российский дирижёр
- 26 февраля — Дуг Сэндом (ум. 2019) — британский музыкант, барабанщик группы The Who
- 28 февраля — Пьер Жансен (ум. 2015) — французский композитор и музыкальный педагог

### Март
- 1 марта — Гагик Овунц (ум. 2019) — советский и армянский композитор
- 3 марта — Ванчо Чавдарски (ум. 2001) — югославский и македонский дирижёр
- 9 марта — Орнетт Коулман (ум. 2015) — американский джазовый саксофонист, трубач и композитор
- 14 марта — Людвиг Финшер (ум. 2020) — немецкий музыковед
- 15 марта — Альба Арнова (ум. 2018) — итальянская балерина и киноактриса
- 22 марта — Стивен Сондхайм (ум. 2021) — американский композитор, поэт и драматург
- 23 марта — Мартин Канин (ум. 2019) — американский пианист и музыкальный педагог
- 24 марта — Кристобаль Альфтер (ум. 2021) — испанский композитор и дирижёр
- 26 марта — Лолита Торрес (ум. 2002) — аргентинская актриса и певица
- 28 марта — Альфред Солянов (ум. 2002) — советский и российский писатель, переводчик и автор песен
- 30 марта — Ролф Харрис (ум. 2023) — австралийский шоумен, музыкант и художник

### Апрель
- 5 апреля — Ирина Чмыхова (ум. 2020) — болгарская певица и музыкальный педагог
- 10 апреля
  - Клод Боллинг (ум. 2020) — французский джазовый пианист, композитор и аранжировщик
  - Клавдия Геутваль (ум. 2001) — советская и российская чукотская сказительница, песенница и поэтесса
- 18 апреля
  - Асеф Абдуллаев (ум. 2015) — советский и российский лезгинский поэт, композитор, прозаик и драматург
  - Жан Гийу (ум. 2019) — французский органист, пианист и композитор

### Май
- 1 мая
  - Лев Колодуб (ум. 2019) — советский и украинский композитор
  - Литтл Уолтер (ум. 1968) — американский гитарист и исполнитель на губной гармонике
  - Этель Эйлер (ум. 2018) — американская актриса и певица
- 4 мая — Роберта Питерс (ум. 2017) — американская оперная певица (колоратурное сопрано)
- 8 мая — Хизер Харпер (ум. 2019) — североирландская оперная певица (сопрано)
- 10 мая — Адам Дариус (ум. 2017) — американский танцор, хореограф, писатель и мим
- 16 мая
  - Фридрих Гульда (ум. 2000) — австрийский пианист, композитор и музыкальный педагог
  - Хорст Эбенё (ум. 2022) — австрийский композитор
- 18 мая — Галина Турчанинова (ум. 2020) — советский и российский музыкальный педагог
- 20 мая — Стефания Павлишин (ум. 2021) — советский и украинский музыковед и музыкальный педагог

### Июнь
- 2 июня — Эверетт Ферт (ум. 2015) — американский барабанщик и предприниматель, основатель компании Vic Firth
- 10 июня — Леонид Татаренко (ум. 1999) — советский и украинский поэт-песенник
- 12 июня — Джим Нэйборс (ум. 2017) — американский актёр, певец и комик
- 17 июня — Клифф Гэллап (ум. 1988) — американский музыкант, гитарист группы The Blue Caps
- 21 июня — Анатолий Калабухин (ум. 2022) — советский и украинский дирижёр и музыкальный педагог
- 23 июня — Элза Суарес (ум. 2022) — бразильская певица
- 26 июня — Петер Фейхтвангер (ум. 2016) — британский музыкальный педагог и композитор немецкого происхождения
- 28 июня — Кеннет Уоннберг (ум. 2022) — американский композитор и звукорежиссёр

### Июль
- 2 июля — Ахмад Джамал (ум. 2023) — американский джазовый пианист и композитор
- 6 июля — Карлис Зариньш (ум. 2015) — советский и латвийский оперный певец (драматический тенор) и музыкальный педагог
- 9 июля — Мангалампалли Баламураликришна (ум. 2016) — индийский музыкант, певец, композитор и актёр
- 15 июля — Азер Рзаев (ум. 2015) — советский и азербайджанский композитор и музыкальный педагог
- 16 июля
  - Ги Беар (ум. 2015) — французский эстрадный певец и композитор
  - Игорь Вепринцев (ум. 2021) — советский и российский звукорежиссёр
- 18 июля — Зигфрид Курц (ум. 2023) — немецкий дирижёр и композитор[2]
- 20 июля — Олег Анофриев (ум. 2018) — советский и российский актёр, кинорежиссёр, автор и исполнитель песен
- 27 июля — Энди Уайт[англ.] (ум. 2015) — шотландский барабанщик
- 29 июля
  - Джим Стюарт (ум. 2022) — американский музыкальный продюсер, основатель лейбла Stax Records
  - Пол Тейлор (ум. 2018) — американский артист балета и балетмейстер

### Август
- 1 августа — Лайонел Барт (ум. 1999) — британский композитор и автор песен
- 5 августа — Эмин Хачатурян (ум. 2000) — советский и армянский дирижёр, композитор и музыкальный педагог
- 7 августа — Вельо Тормис (ум. 2017) — советский и эстонский композитор, музыкальный этнограф и педагог
- 15 августа — Равиля Хазиева (ум. 2021) — советская и российская танцовщица
- 19 августа — Иоаким Шароев (ум. 2000) — советский и российский театральный, оперный и кинорежиссёр и педагог

### Сентябрь
- 10 сентября — Медея Амиранашвили (ум. 2023) — советская и грузинская оперная певица (лирическое сопрано) и музыкальный педагог
- 12 сентября — Каравелли (ум. 2019) — французский композитор, аранжировщик и дирижёр
- 18 сентября — Антон Гинзбург (ум. 2002) — советский и российский пианист
- 23 сентября — Рэй Чарльз (ум. 2004) — американский певец, пианист и композитор
- 25 сентября — Шел Силверстайн (ум. 1999) — американский поэт, музыкант и автор песен

### Октябрь
- 1 октября
  - Ярослав Сех (ум. 2020) — советский и российский артист балета, педагог и балетмейстер
  - Ричард Харрис (ум. 2002) — ирландский актёр и певец
- 7 октября — Хансъюрген Шефер (ум. 1999) — немецкий музыкальный критик
- 10 октября — Акиюки Носака (ум. 2015) — японский писатель, певец и автор песен
- 16 октября — Жак Вандевиль (ум. 2023) — французский гобоист
- 20 октября — Сергей Иванов (ум. 2023) — советский и российский марийский актёр, драматург и театральный режиссёр
- 21 октября — Антонина Казарина (ум. 2019) — советская и российская скрипачка
- 24 октября — Виктор Фраёнов (ум. 2002) — советский и российский музыковед и музыкальный педагог
- 25 октября — Салим Крымский (ум. 2022) — советский и российский композитор
- 28 октября — Франко Мильяччи (ум. 2023) ─ итальянский поэт-песенник, музыкальный продюсер и музыкальный издатель
- 29 октября — Валерия Вирская-Котляр (ум. 2016) — советская и украинская артистка балета, хореограф и педагог

### Ноябрь
- 1 ноября — Лев Маркиз (ум. 2023) — советский и нидерландский скрипач и дирижёр
- 8 ноября — Евгений Малинин (ум. 2001) — советский и российский пианист и музыкальный педагог
- 9 ноября — Иван Моравец[чеш.] (ум. 2015) — чехословацкий и чешский пианист
- 10 ноября — Павел Андрейченко (ум. 2001) — советский и молдавский танцор и актёр
- 18 ноября — Казимеж Корд (ум. 2021) — польский дирижёр

### Декабрь
- 2 декабря — Имре Эк (ум. 1999) — венгерский танцовщик, хореограф и балетмейстер
- 4 декабря — Роман Леденёв (ум. 2019) — советский и российский композитор и музыкальный педагог
- 5 декабря — Владимир Курбет (ум. 2017) — советский и молдавский балетмейстер, хореограф, педагог, фольклорист и публицист
- 25 декабря — Вадим Червов (ум. 2000) — советский и украинский виолончелист и музыкальный педагог
- 29 декабря — Лев Гинзбург (ум. 2022) — советский и российский музыковед и музыкальный деятель

### Без точной даты
- Борис Наматиев (ум. 2016) — советский, таджикский и израильский певец, музыкант и актёр

## Скончались

### Январь
- 15 января — Франц Байдлер (57) — немецкий дирижёр швейцарского происхождения[3]
- 20 января — Уилл Кобб[англ.] (53) — американский поэт-песенник и композитор
- 28 января
  - Эдуард Бенедиктус (51) — французский художник, композитор, писатель и учёный
  - Эмма Дестинова (51) — чешская оперная певица (сопрано)

### Февраль
- 13 февраля — Конрад Анзорге (67) — немецкий пианист, композитор и музыкальный педагог
- 16 февраля — Анатолий Брандуков (71) — русский и советский виолончелист и музыкальный педагог
- 25 февраля — Телемак Ламбрино (51) — немецкий пианист и музыкальный педагог украинского происхождения
- 28 февраля — Хуан Аберле (83) — сальвадорский композитор, пианист и дирижёр итальянского происхождения

### Март
- 28 марта — Фелисьен Меню де Мениль (69) — французский композитор
- 30 марта — Жорж Лонжи (61) — французский и американский гобоист
- 31 марта — Аллин Кинг (31) — американская актриса и певица

### Апрель
- 1 апреля — Козима Вагнер (92) — немецкая писательница и композитор, соосновательница и руководитель Байрёйтского фестиваля
- 3 апреля — Эмма Альбани (82) — канадская оперная певица (сопрано)
- 21 апреля — Феликс Готгельф (72) — немецкий композитор

### Май
- 8 мая — Джозеф Адамовский (67) — американский виолончелист польского происхождения
- 16 мая — Марио Вальдес Коста (31) — кубинский скрипач и композитор
- 18 мая — Жуан Аррою (68) — португальский композитор, юрист и государственный деятель
- 29 мая — Тивадар Начез (71) — венгерский и британский скрипач и композитор

### Июнь
- 8 июня — Оскар Брюкнер (73) — немецкий виолончелист и композитор
- 19 июня — Саша Макаров (?) — русский композитор, музыкант и поэт
- 30 июня — Сесилия Аристи Собрино (73) — кубинская пианистка и композитор

### Июль
- 15 июля — Леопольд Ауэр (85) — российский скрипач, музыкальный педагог, дирижёр и композитор венгерского происхождения
- 28 июля — Феликс Конопасек (70) — польский композитор и дирижёр[4]

### Август
- 4 августа — Зигфрид Вагнер (61) — немецкий дирижёр и композитор
- 19 августа — Макс Блох (?) — немецкий оперный певец (тенор)
- 20 августа
  - Джордж Джон Беннетт (67) — британский органист и композитор
  - Эрнесто Марчано (60) — итальянский музыкальный педагог

### Сентябрь
- 12 сентября — Вильгельм Клатте (60) — немецкий музыковед, музыкальный критик, дирижёр и музыкальный педагог
- 21 сентября — Ханс Бусмайер (77) — немецкий музыкальный педагог, пианист и композитор
- 26 сентября — Виллем де Хан (81) — нидерландский и немецкий дирижёр и композитор
- 29 сентября — Аделаида Больская (66) — русская оперная певица (лирическое сопрано) и вокальный педагог

### Октябрь
- 1 октября — Рикардо Дриго (84) — итальянский и русский композитор и дирижёр
- 3 октября — Фридрих Людвиг (58) — немецкий музыковед
- 4 октября — Камиль Беллег (72) — французский музыкальный критик
- 5 октября — Михаил Вавич (53/54) — русский и американский певец и актёр
- 17 октября
  - Юлиус Айнёдсхофер (67) — немецкий композитор и дирижёр
  - Андрей Бобринский (71) — русский композитор и автор песен

### Ноябрь
- 2 ноября — Феликс Бербер (59) — немецкий скрипач и музыкальный педагог
- 14 ноября — Эдмунд Майзель (36) — австрийский и немецкий композитор и дирижёр

### Декабрь
- 17 декабря — Питер Уорлок (36) — британский композитор и музыкальный критик
- 22 декабря — Чарльз Харрис[англ.] (63) — американский автор песен
- 24 декабря — Оскар Недбал (56) — чешский альтист, дирижёр и композитор

### Без точной даты
- Сергей Бартенев (66/67) — русский и советский пианист, музыкальный педагог, историк и писатель
- Карлотта Брианца (62/63) — итальянская балерина и балетный педагог
- Екатерина Вальтер-Кюне (59/60) — русская арфистка и музыкальный педагог
- Газиз Файзолла (?) — казахский певец, акын и композитор
- Николя Жеффрар (58/59) — гаитянский музыкант и композитор, автор музыки гимна Республики Гаити
- Валентина Зограф-Плаксина (63/64) — русская и советская пианистка и музыкальный педагог
- Пётр Истомин (60/61) — русский и советский филолог, композитор и певец